# The Circle (álbum de B'z)
The Circle é o décimo quarto álbum da banda japonesa de hard rock B'z, lançado em 6 de abril de 2005 pela Vermillion Records. Vendeu 557.783 cópias no total, chegando à 1ª colocação da Oricon Albums Chart.

## Faixas
Todas as letras escritas por Koshi Inaba, todas as músicas compostas por Tak Matsumoto.
| N.º            | Título                         | Duração |  |
| 1.             | "The Circle"                   | 1:59    |  |
| 2.             | "X"                            | 3:52    |  |
| 3.             | "Pulse" (パルス)               | 2:41    |  |
| 4.             | "Ai no Bakudan" (愛のバクダン) | 4:22    |  |
| 5.             | "Fly The Flag"                 | 3:41    |  |
| 6.             | "Aqua Blue" (アクアブル)       | 3:16    |  |
| 7.             | "Suiren" (睡蓮)                | 4:10    |  |
| 8.             | "Sanctuary"                    | 3:43    |  |
| 9.             | "Fever"                        | 4:12    |  |
| 10.            | "Shiroi Hibana" (白い火花)     | 3:55    |  |
| 11.            | "Icarus" (イカロス)            | 3:32    |  |
| 12.            | "Black and White"              | 4:22    |  |
| 13.            | "Brighter Day"                 | 3:57    |  |
| Duração total: | Duração total:                 | 48:09   |  |

## Músicos
- Tak Matsumoto (guitarra)
- Koshi Inaba (vocais)

### Membros adicionais
- Akihito Tokunaga (baixo e programação)
- Brian Tichy (bateria) - Faixa 12
- Shane Gaalaas (bateria e percussão)